# Mauzoleum Rakovských
Mauzoleum Rakovských je novogotická stavba na půdorysu řeckého kříže s polygonálním závěrem z roku 1906. Nachází se na hřbitově v slovenské obci Rakovo.

## Historie
Hrobka je poslední existující stavební památkou spojenou s významným statkářským rodem Rakovských. Rod Rakovských se v bývalé Turčianské stolici významně podílel na hospodářském, společenském a kulturním rozvoji regionu.
Mauzoleum je významnou architektonickou a urbanistickou dominantou obce Rakovo. Architektonickou koncepci stavby navrhl v roce 1906 stavitel Stanislav Zachar. Díky důmyslně členěné hmotové kompozici stavby s výraznou štíhlou věží na jižním průčelí dosáhl autor monumentálního působení stavby. Budova je navržena v elegantním novogotickém slohu, inspirovaném sakrální architekturou, na půdorysu řeckého kříže, s polygonálním závěrem. Jedinečnost stavby podtrhuje celistvost architektonického výrazu exteriéru i interiéru se složitě propracovanými konstrukcemi a štukovou a malířskou výzdobou.
Štefan Rakovský (Rakovszky István, 1847–1910) slíbil svému bratru Ivanovi, že po jeho smrti nechá v Rakově postavit mauzoleum – rodinnou hrobku. Oba měli k tomuto místu silný vztah, narodili se zde. Svůj slib dodržel. K Turci a svému rodišti Rakovu měl silný vztah. Zdejší kulturní prostředí mu učarovalo natolik, že se v dospělosti naučil slovensky. Na jeho přání byly po smrti manželky Idy v roce 1913 jejich ostatky a ostatky prvorozeného syna Andreje převezeny do mauzolea v Rakově.
V mauzoleu jsou pochováni:
- Iván Rakovszky (1826 – 1905)
- Sarlota Rakovszky, rod. Keviczky (1849 – 1887)
- Angelika Rakovszká (1862 – 1878)
- Štefan Rakovský (1847 – 1910), jeho manželka
  - Ida rod. Szilassyová (1851 – 1913) a jejich syn
  - Andrej Rakovský (1878 – 1881)

## Současnost
Až do roku 2008 mauzoleum chátralo a hrozil jeho zánik a ohrožení návštěvníků hřbitova. Díky iniciativě obce byl výjimečný objekt prohlášen národní kulturní památkou a začal příběh jeho záchrany a obnovy.
První etapy obnovy se zaměřily na odborný průzkum, přesnou diagnostiku statických poruch, obnovu střechy objektu včetně klempířských zařízení. Následovala nezbytná sanace zemní vlhkosti, restaurování původních dveřních výplní a rekonstrukce vitrážových okenních výplní. Fasáda a vnitřní výzdoba mauzolea zůstávají v kritickém stavu.